# Préface indispensable
Préface indispensable (en russe : необходимое предисловие ; Neobkhodimoe predislovie) est une nouvelle d’Anton Tchekhov, parue en 1885.

## Historique
Préface indispensable est initialement publié dans la revue russe Les Éclats, no 29, du 20 juillet 1885, sous le pseudonyme L’Homme sans rate.
C'est une nouvelle de quelques lignes qui traite avec humour des relations entre mari et femme.

## Résumé
De retour de leur mariage, le jeune marié demande à sa femme de lui tirer fortement la barbe. Barbara refuse tout d’abord, puis s’exécute devant l’insistance de son mari. Il ne cille pas et lui fait remarquer qu’il n’a pas eu mal.
Puis, il tire violemment une mèche de cheveu de sa femme qu’il arrache : elle hurle. « À présent, mon amie », de conclure le mari, « tu vois que je suis plus fort et beaucoup plus résistant que toi… Ainsi devant ton mari trembleras, et toujours lui obéiras ». 

## Édition française
- Préface indispensable, dans Œuvres de A.Tchekhov 1885, traduit par Madeleine Durand et Édouard Parayre, Les Éditeurs Français Réunis, 1955, numéro d’éditeur 431.